# Interlands voetbalelftal van de Duitse Democratische Republiek 1952-1959
Deze pagina toont een chronologisch en gedetailleerd overzicht van de interlands die het voetbalelftal van de Duitse Democratische Republiek (DDR) speelde in de periode 1952 – 1959, kort nadat de twee Duitslands waren opgesplitst.

## Interlands

### 1952
|                                                                         |                                                                  |       |     |                                                                                               |
| 21 september Vriendschappelijk № 1 «onderlinge duels» 12:00 uur (UTC+1) | Polen Kazimierz Trampisz 70' Teodor Anioła 80' Teodor Anioła 84' | 3 – 0 | DDR | Wojska Polskiegostadion, Warschau Toeschouwers: 25.000 Scheidsrechter: Sándor Harangozó (HUN) |
| 21 september Vriendschappelijk № 1 «onderlinge duels» 12:00 uur (UTC+1) |                                                                  |       |     | Wojska Polskiegostadion, Warschau Toeschouwers: 25.000 Scheidsrechter: Sándor Harangozó (HUN) |

|                                                                       |                                                                   |       |                       |                                                                                                |
| 26 oktober Vriendschappelijk № 2 «onderlinge duels» 14:15 uur (UTC+2) | Roemenië Gheorghe Vaczi 23' Gheorghe Vaczi 32' Gheorghe Vaczi 43' | 3 – 1 | DDR 26' Karl Schnieke | Stadionul Republicii, Boekarest Toeschouwers: 40.000 Scheidsrechter: Franciszek Fronczyk (POL) |
| 26 oktober Vriendschappelijk № 2 «onderlinge duels» 14:15 uur (UTC+2) |                                                                   |       |                       | Stadionul Republicii, Boekarest Toeschouwers: 40.000 Scheidsrechter: Franciszek Fronczyk (POL) |

### 1953
|                                                                    |     |       |           |                                                                                       |
| 14 juni Vriendschappelijk № 3 «onderlinge duels» 16:30 uur (UTC+1) | DDR | 0 – 0 | Bulgarije | Heinz-Steyer-Stadion, Dresden Toeschouwers: 55.000 Scheidsrechter: György Dankó (HUN) |
| 14 juni Vriendschappelijk № 3 «onderlinge duels» 16:30 uur (UTC+1) |     |       |           | Heinz-Steyer-Stadion, Dresden Toeschouwers: 55.000 Scheidsrechter: György Dankó (HUN) |

### 1954
|                                                                  |     |       |                         |                                                                                                 |
| 8 mei Vriendschappelijk № 4 «onderlinge duels» 14:30 uur (UTC+1) | DDR | 0 – 1 | Roemenië 37' Titus Ozon | Walter-Ulbricht-Stadion, Oost-Berlijn Toeschouwers: 70.000 Scheidsrechter: Jaroslav Vlček (TCH) |
| 8 mei Vriendschappelijk № 4 «onderlinge duels» 14:30 uur (UTC+1) |     |       |                         | Walter-Ulbricht-Stadion, Oost-Berlijn Toeschouwers: 70.000 Scheidsrechter: Jaroslav Vlček (TCH) |

|                                                                         |     |       |                          |                                                                                  |
| 26 september Vriendschappelijk № 5 «onderlinge duels» 14:30 uur (UTC+1) | DDR | 0 – 1 | Polen 21' Gerard Cieślik | Ostseestadion, Rostock Toeschouwers: 30.000 Scheidsrechter: Jaroslav Vlček (TCH) |
| 26 september Vriendschappelijk № 5 «onderlinge duels» 14:30 uur (UTC+1) |     |       |                          | Ostseestadion, Rostock Toeschouwers: 30.000 Scheidsrechter: Jaroslav Vlček (TCH) |

|                                                     |                                                         |       |                                |                                                                                                   |
| 24 oktober Vriendschappelijk № 6 «onderlinge duels» | Bulgarije Ivan Kolev 11' Kroem Janev 55' Ivan Kolev 67' | 3 – 1 | DDR 83' (pen.) Siegfried Meier | Vasil Levski Nationaal Stadion, Sofia Toeschouwers: 40.000 Scheidsrechter: Giorgio Bernardi (ITA) |
| 24 oktober Vriendschappelijk № 6 «onderlinge duels» |                                                         |       |                                | Vasil Levski Nationaal Stadion, Sofia Toeschouwers: 40.000 Scheidsrechter: Giorgio Bernardi (ITA) |

### 1955
|                                                                         |                                             |       |                                                         |                                                                                            |
| 18 september Vriendschappelijk № 7 «onderlinge duels» 16:15 uur (UTC+2) | Roemenië Nicolae Georgescu 7' Ioan Suru 28' | 2 – 3 | DDR 14' Günther Wirth 80' Willy Tröger 90' Willy Tröger | Stadionul 23 August, Boekarest Toeschouwers: 90.000 Scheidsrechter: Sándor Harangozó (HUN) |
| 18 september Vriendschappelijk № 7 «onderlinge duels» 16:15 uur (UTC+2) |                                             |       |                                                         | Stadionul 23 August, Boekarest Toeschouwers: 90.000 Scheidsrechter: Sándor Harangozó (HUN) |

|                                                                        |                      |       |           |                                                                                           |
| 20 november Vriendschappelijk № 8 «onderlinge duels» 14:00 uur (UTC+1) | DDR Willy Tröger 23' | 1 – 0 | Bulgarije | Walter-Ulbricht-Stadion, Oost-Berlijn Toeschouwers: 65.000 Scheidsrechter: Leo Horn (NED) |
| 20 november Vriendschappelijk № 8 «onderlinge duels» 14:00 uur (UTC+1) |                      |       |           | Walter-Ulbricht-Stadion, Oost-Berlijn Toeschouwers: 65.000 Scheidsrechter: Leo Horn (NED) |

### 1956
|                                                                    |       |       |                                      |                                                                                |
| 22 juli Vriendschappelijk № 9 «onderlinge duels» 17:30 uur (UTC+1) | Polen | 0 – 2 | DDR 62' Willy Tröger 66' Horst Assmy | Śląskistadion, Chorzów Toeschouwers: 90.000 Scheidsrechter: Atanas Dinev (BUL) |
| 22 juli Vriendschappelijk № 9 «onderlinge duels» 17:30 uur (UTC+1) |       |       |                                      | Śląskistadion, Chorzów Toeschouwers: 90.000 Scheidsrechter: Atanas Dinev (BUL) |

|                                                                          |                                                        |       |                           |                                                                                                  |
| 20 september Vriendschappelijk № 10 «onderlinge duels» 16:00 uur (UTC+1) | DDR Günther Wirth 3' Willy Tröger 49' Willy Tröger 75' | 3 – 1 | Indonesië 34' Ramly Jatim | Ernst-Thälmann-Stadion, Karl-Marx-Stadt Toeschouwers: 50.000 Scheidsrechter: Gérard Versyp (BEL) |
| 20 september Vriendschappelijk № 10 «onderlinge duels» 16:00 uur (UTC+1) |                                                        |       |                           | Ernst-Thälmann-Stadion, Karl-Marx-Stadt Toeschouwers: 50.000 Scheidsrechter: Gérard Versyp (BEL) |

|                                                                        |                                                               |       |                       |                                                                                              |
| 14 oktober Vriendschappelijk № 11 «onderlinge duels» 15:30 uur (UTC+2) | Bulgarije Panajot Panajotov 25' Ivan Kolev 62' Ivan Kolev 89' | 3 – 1 | DDR 46' Günther Wirth | Vasil Levski Nationaal Stadion, Sofia Toeschouwers: 40.000 Scheidsrechter: Józef Kowal (POL) |
| 14 oktober Vriendschappelijk № 11 «onderlinge duels» 15:30 uur (UTC+2) |                                                               |       |                       | Vasil Levski Nationaal Stadion, Sofia Toeschouwers: 40.000 Scheidsrechter: Józef Kowal (POL) |

### 1957
|                                                                      |                                                           |       |           |                                                                                                  |
| 10 maart Vriendschappelijk № 12 «onderlinge duels» 14:30 uur (UTC+1) | DDR Günther Wirth 2' Günter Schröter 30' Willy Tröger 42' | 3 – 0 | Luxemburg | Walter-Ulbricht-Stadion, Oost-Berlijn Toeschouwers: 40.000 Scheidsrechter: Alojz Obtulovič (TCH) |
| 10 maart Vriendschappelijk № 12 «onderlinge duels» 14:30 uur (UTC+1) |                                                           |       |           | Walter-Ulbricht-Stadion, Oost-Berlijn Toeschouwers: 40.000 Scheidsrechter: Alojz Obtulovič (TCH) |

|                                                                       |                                        |       |                         |                                                                                      |
| 19 mei WK 1958 kwalificatie № 13 «onderlinge duels» 15:00 uur (UTC+1) | DDR Günther Wirth 21' Willy Tröger 61' | 2 – 1 | Wales 6' Melvyn Charles | Zentralstadion, Leipzig Toeschouwers: 100.000 Scheidsrechter: Nikolay Latyshev (URS) |
| 19 mei WK 1958 kwalificatie № 13 «onderlinge duels» 15:00 uur (UTC+1) |                                        |       |                         | Zentralstadion, Leipzig Toeschouwers: 100.000 Scheidsrechter: Nikolay Latyshev (URS) |

|                                                                        |                                                                          |       |                       |                                                                                            |
| 16 juni WK 1958 kwalificatie № 14 «onderlinge duels» 17:00 uur (UTC+1) | Tsjecho-Slowakije Tadeáš Kraus 60' Vlastimil Bubník 81' Pavol Molnár 89' | 3 – 1 | DDR 18' Günther Wirth | Stadion Závodů Jana Švermy, Brno Toeschouwers: 50.000 Scheidsrechter: Carl Jørgensen (DEN) |
| 16 juni WK 1958 kwalificatie № 14 «onderlinge duels» 17:00 uur (UTC+1) |                                                                          |       |                       | Stadion Závodů Jana Švermy, Brno Toeschouwers: 50.000 Scheidsrechter: Carl Jørgensen (DEN) |

|                                                                             |                                                                           |       |                        |                                                                           |
| 25 september WK 1958 kwalificatie № 15 «onderlinge duels» 17:30 uur (UTC+1) | Wales Des Palmer 38' Cliff Jones 42' Des Palmer 44' Des Palmer 73' (pen.) | 4 – 1 | DDR 57' Manfred Kaiser | Ninian Park, Cardiff Toeschouwers: 16.098 Scheidsrechter: Reg Leafe (ENG) |
| 25 september WK 1958 kwalificatie № 15 «onderlinge duels» 17:30 uur (UTC+1) |                                                                           |       |                        | Ninian Park, Cardiff Toeschouwers: 16.098 Scheidsrechter: Reg Leafe (ENG) |

|                                                                           |                       |       |                                                                                          |                                                                                     |
| 27 oktober WK 1958 kwalificatie № 16 «onderlinge duels» 14:00 uur (UTC+1) | DDR Helmut Müller 35' | 1 – 4 | Tsjecho-Slowakije 3' Tadeáš Kraus 23' Anton Moravčík 43' Ladislav Novák 89' Tadeáš Kraus | Zentralstadion, Leipzig Toeschouwers: 110.000 Scheidsrechter: Pierre Schwinte (FRA) |
| 27 oktober WK 1958 kwalificatie № 16 «onderlinge duels» 14:00 uur (UTC+1) |                       |       |                                                                                          | Zentralstadion, Leipzig Toeschouwers: 110.000 Scheidsrechter: Pierre Schwinte (FRA) |

### 1958
|                                                 |                        |       |                      |                                                                                                |
| 4 mei Vriendschappelijk № 17 «onderlinge duels» | Albanië Koleç Kraja 6' | 1 – 1 | DDR 88' Willy Tröger | Stadiumi Kombetar Qemal Stafa, Tirana Toeschouwers: 20.000 Scheidsrechter: Szilárd Sipos (HUN) |
| 4 mei Vriendschappelijk № 17 «onderlinge duels» |                        |       |                      | Stadiumi Kombetar Qemal Stafa, Tirana Toeschouwers: 20.000 Scheidsrechter: Szilárd Sipos (HUN) |

|                                                                     |                            |       |                         |                                                                              |
| 28 juni Vriendschappelijk № 18 «onderlinge duels» 15:00 uur (UTC+1) | DDR Wilfried Klingbiel 32' | 1 – 1 | Polen 88' Henryk Kempny | Ostseestadion, Rostock Toeschouwers: 20.000 Scheidsrechter: János Pósa (HUN) |
| 28 juni Vriendschappelijk № 18 «onderlinge duels» 15:00 uur (UTC+1) |                            |       |                         | Ostseestadion, Rostock Toeschouwers: 20.000 Scheidsrechter: János Pósa (HUN) |

|                                                                         | |       |                                                                                                  |                                                                                 |
| 13 augustus Vriendschappelijk № 19 «onderlinge duels» 18:30 uur (UTC+1) | Noorwegen Harald Hennum 9' Arne Pedersen 14' Harald Hennum 24' Harald Hennum 34' Harald Hennum 47' Arne Pedersen 80' | 6 – 5 | DDR 6' Günter Schröter 36' Günter Schröter 44' Günter Schröter 81' Günther Wirth 85' Horst Assmy | Ullevaalstadion, Oslo Toeschouwers: 17.487 Scheidsrechter: Gösta Ackeborn (SWE) |
| 13 augustus Vriendschappelijk № 19 «onderlinge duels» 18:30 uur (UTC+1) | |       |                                                                                                  | Ullevaalstadion, Oslo Toeschouwers: 17.487 Scheidsrechter: Gösta Ackeborn (SWE) |

|                                                                          |                                                           |       |                                                    |                                                                                    |
| 14 september Vriendschappelijk № 20 «onderlinge duels» 15:00 uur (UTC+1) | DDR Günter Schröter 25' Horst Assmy 58' Günther Wirth 75' | 3 – 2 | Roemenië 27' Gheorghe Constantin 61' Alexandru Ene | Zentralstadion, Leipzig Toeschouwers: 60.000 Scheidsrechter: Nikolay Balakin (URS) |
| 14 september Vriendschappelijk № 20 «onderlinge duels» 15:00 uur (UTC+1) |                                                           |       |                                                    | Zentralstadion, Leipzig Toeschouwers: 60.000 Scheidsrechter: Nikolay Balakin (URS) |

|                                                                       |                      |       |                               |                                                                                                 |
| 5 oktober Vriendschappelijk № 21 «onderlinge duels» 15:00 uur (UTC+1) | DDR Willy Tröger 30' | 1 – 1 | Bulgarije 80' Dimitar Milanov | Walter-Ulbricht-Stadion, Oost-Berlijn Toeschouwers: 50.000 Scheidsrechter: Helge Andersen (DEN) |
| 5 oktober Vriendschappelijk № 21 «onderlinge duels» 15:00 uur (UTC+1) |                      |       |                               | Walter-Ulbricht-Stadion, Oost-Berlijn Toeschouwers: 50.000 Scheidsrechter: Helge Andersen (DEN) |

|                                                                        |                                                                     |       |                             |                                                                                    |
| 2 november Vriendschappelijk № 22 «onderlinge duels» 14:30 uur (UTC+1) | DDR Horst Assmy 4' Helmut 12' Günter Schröter 56' Helmut Müller 65' | 4 – 1 | Noorwegen 42' Harald Hennum | Zentralstadion, Leipzig Toeschouwers: 54.000 Scheidsrechter: Antonín Vrbovec (TCH) |
| 2 november Vriendschappelijk № 22 «onderlinge duels» 14:30 uur (UTC+1) |                                                                     |       |                             | Zentralstadion, Leipzig Toeschouwers: 54.000 Scheidsrechter: Antonín Vrbovec (TCH) |

### 1959
|                                                       |                                         |       |                                        |                                                                                    |
| 11 februari Vriendschappelijk № 23 «onderlinge duels» | Indonesië Rudi Saari 39' Rudi Saari 44' | 2 – 2 | DDR 53' Günther Wirth 78' Roland Ducke | Senayan Stadion, Jakarta Toeschouwers: 40.000 Scheidsrechter: Colin Ferguson (SIN) |
| 11 februari Vriendschappelijk № 23 «onderlinge duels» |                                         |       |                                        | Senayan Stadion, Jakarta Toeschouwers: 40.000 Scheidsrechter: Colin Ferguson (SIN) |

|                                                                   |     |       |                            |                                                                                         |
| 1 mei Vriendschappelijk № 24 «onderlinge duels» 16:00 uur (UTC+1) | DDR | 0 – 1 | Hongarije 59' János Göröcs | Heinz-Steyer-Stadion, Dresden Toeschouwers: 50.000 Scheidsrechter: Leif Gulliksen (NOR) |
| 1 mei Vriendschappelijk № 24 «onderlinge duels» 16:00 uur (UTC+1) |     |       |                            | Heinz-Steyer-Stadion, Dresden Toeschouwers: 50.000 Scheidsrechter: Leif Gulliksen (NOR) |

|                                                                   |     |       |                                       |                                                                                                  |
| 21 juni EK-kwalificatie № 25 «onderlinge duels» 16:00 uur (UTC+1) | DDR | 0 – 2 | Portugal 12' Matateu 67' Mário Coluna | Walter-Ulbricht-Stadion, Oost-Berlijn Toeschouwers: 25.000 Scheidsrechter: Alojz Obtulovič (TCH) |
| 21 juni EK-kwalificatie № 25 «onderlinge duels» 16:00 uur (UTC+1) |     |       |                                       | Walter-Ulbricht-Stadion, Oost-Berlijn Toeschouwers: 25.000 Scheidsrechter: Alojz Obtulovič (TCH) |

|                                                                   |                                                      |       |                                      |                                                                                      |
| 28 juni EK-kwalificatie № 26 «onderlinge duels» 17:30 uur (UTC+1) | Portugal Mário Coluna 45' Mário Coluna 62' Cavém 68' | 3 – 2 | DDR 47' Gerhard Vogt 72' Horst Kohle | Estádio das Antas, Porto Toeschouwers: 19.124 Scheidsrechter: Juan Gardeazábal (ESP) |
| 28 juni EK-kwalificatie № 26 «onderlinge duels» 17:30 uur (UTC+1) |                                                      |       |                                      | Estádio das Antas, Porto Toeschouwers: 19.124 Scheidsrechter: Juan Gardeazábal (ESP) |

|                                                                         |                                           |       |                                     |                                                                                     |
| 12 augustus Vriendschappelijk № 27 «onderlinge duels» 20:30 uur (UTC+1) | DDR Günter Schröter 3' Reinhard Franz 44' | 2 – 1 | Tsjecho-Slowakije 53' Josef Kadraba | Zentralstadion, Leipzig Toeschouwers: 90.000 Scheidsrechter: Nikolay Latyshev (URS) |
| 12 augustus Vriendschappelijk № 27 «onderlinge duels» 20:30 uur (UTC+1) |                                           |       |                                     | Zentralstadion, Leipzig Toeschouwers: 90.000 Scheidsrechter: Nikolay Latyshev (URS) |

|                                                                         |                                                              |       |                                            |                                                                                    |
| 6 september Vriendschappelijk № 28 «onderlinge duels» 14:00 uur (UTC+2) | Finland Kai Pahlman 31' Matti Hiltunen 45' Rolf Rosqvist 47' | 3 – 2 | DDR 14' Reinhard Franz 38' Günter Schröter | Olympiastadion, Helsinki Toeschouwers: 7.055 Scheidsrechter: Valdemar Hansen (DEN) |
| 6 september Vriendschappelijk № 28 «onderlinge duels» 14:00 uur (UTC+2) |                                                              |       |                                            | Olympiastadion, Helsinki Toeschouwers: 7.055 Scheidsrechter: Valdemar Hansen (DEN) |

DFV · Kwalificatiewedstrijden · A-internationals · Bondscoaches · Statistieken · DDR vrouwenelftal · DDR U21 · DDR U20 ·  DDR U18 · DDR U16
1952 – 1959 · 
1960 – 1969 · 
1970 – 1979 · 
1980 – 1990
WK 1974
OS 1964 · 
OS 1972 · 
OS 1976 · 
OS 1980
1952 · 
1953 · 
1954 · 
1955 · 
1956 · 
1957 · 
1958 · 
1959 ·
1960 · 
1961 · 
1962 · 
1963 · 
1964 · 
1965 · 
1966 · 
1967 · 
1968 · 
1969 ·
1970 · 
1971 · 
1972 · 
1973 · 
1974 · 
1975 · 
1976 · 
1977 · 
1978 · 
1979 ·
1980 · 
1981 · 
1982 · 
1983 · 
1984 · 
1985 · 
1986 · 
1987 · 
1988 · 
1989 · 
1990
Albanië ·
Algerije ·
Argentinië ·
Australië ·
België ·
Bolivia ·
Brazilië ·
Bulgarije ·
Canada ·
Chili ·
Colombia ·
Cuba ·
Denemarken ·
Duitsland ·
Ecuador ·
Egypte ·
Engeland ·
Finland ·
Frankrijk ·
Ghana ·
Griekenland ·
Guinee ·
Hongarije ·
IJsland ·
Indonesië ·
Irak ·
Italië ·
Joegoslavië ·
Koeweit ·
Luxemburg ·
Mali ·
Malta ·
Marokko ·
Mexico ·
Myanmar ·
Nederland ·
Noorwegen ·
Oostenrijk ·
Polen ·
Portugal ·
Roemenië ·
Schotland ·
Sovjet-Unie ·
Spanje ·
Sri Lanka ·
Tsjecho-Slowakije ·
Tunesië ·
Turkije ·
Uruguay ·
Verenigde Staten ·
Wales ·
Zweden ·
Zwitserland
UEFA: Albanië · België · Bulgarije · Denemarken · West-Duitsland · Duitse Democratische Republiek · Engeland · Finland · Frankrijk · Griekenland · Hongarije · Ierland · IJsland · Italië · Joegoslavië · Kroatië · Luxemburg · Malta · Nederland · Noord-Ierland · Noorwegen · Oostenrijk · Polen · Portugal · Roemenië · Saarland · Schotland · Sovjet-Unie · Spanje · Tsjecho-Slowakije · Turkije · Wales · Zweden · Zwitserland

AFC: Israël